# El Paraíso, Santa María Tonameca
El Paraíso är en ort i Mexiko.   Den ligger i kommunen Santa María Tonameca och delstaten Oaxaca, i den sydöstra delen av landet, 500 km sydost om huvudstaden Mexico City. El Paraíso ligger 197 meter över havet och antalet invånare är 220.
Terrängen runt El Paraíso är lite bergig. Runt El Paraíso är det ganska glesbefolkat, med 42 invånare per kvadratkilometer. Närmaste större samhälle är San Juanito o la Botija, 9,0 km söder om El Paraíso. I omgivningarna runt El Paraíso växer i huvudsak lövfällande lövskog.